# Манойлин
Манойлин — хутор в Клетском районе Волгоградской области. Административный центр Манойлинского сельского поселения.

## География
Расположен на реке Крепкая в 35 км к юго-западу от станицы Клетской, в 45 км к северу от Суровикино и в 120 км к северо-западу от Волгограда. 

## История
В конце июля 1942 года в районе хутора держала оборону окруженная группировка советских войск («группа Журавлёва»)

## Население
Динамика численности населения по годам:
| 1859 | 1873 | 1897 | 1915 | 1987 |
| ---- | ---- | ---- | ---- | ---- |
| 248  | 741  | 1115 | 1042 | ≈650 |

| 2002 | 2010 |
| ---- | ---- |
| 810  | ↘799 |

## Известные уроженцы, жители
С детства на хуторе жил,   окончив в 2008 год Манойлинскую среднюю школу Зорин, Денис Игоревич, Герой Российской Федерации (посмертно, 2022).

## Инфраструктура
Основа экономики — сельское хозяйство. Личное подсобное хозяйство. 
Есть школа, Манойлинская врачебная амбулатория, почтовое отделение, администрация поселения
Действует пекарня, магазины, стройцех, помещения для хранения сельхозпродукции.

## Достопримечательности
В центре селения находится памятное место: Братская могила советских воинов, погибших в период Сталинградской битвы

## Транспорт
Имеется подъездная дорога от автодороги 18А-2 — Клетская. Маршрутки 570 и 570.2.т (на июнь 2022) идут до Центрального автовокзала Волгограда.